# Телекомунікації

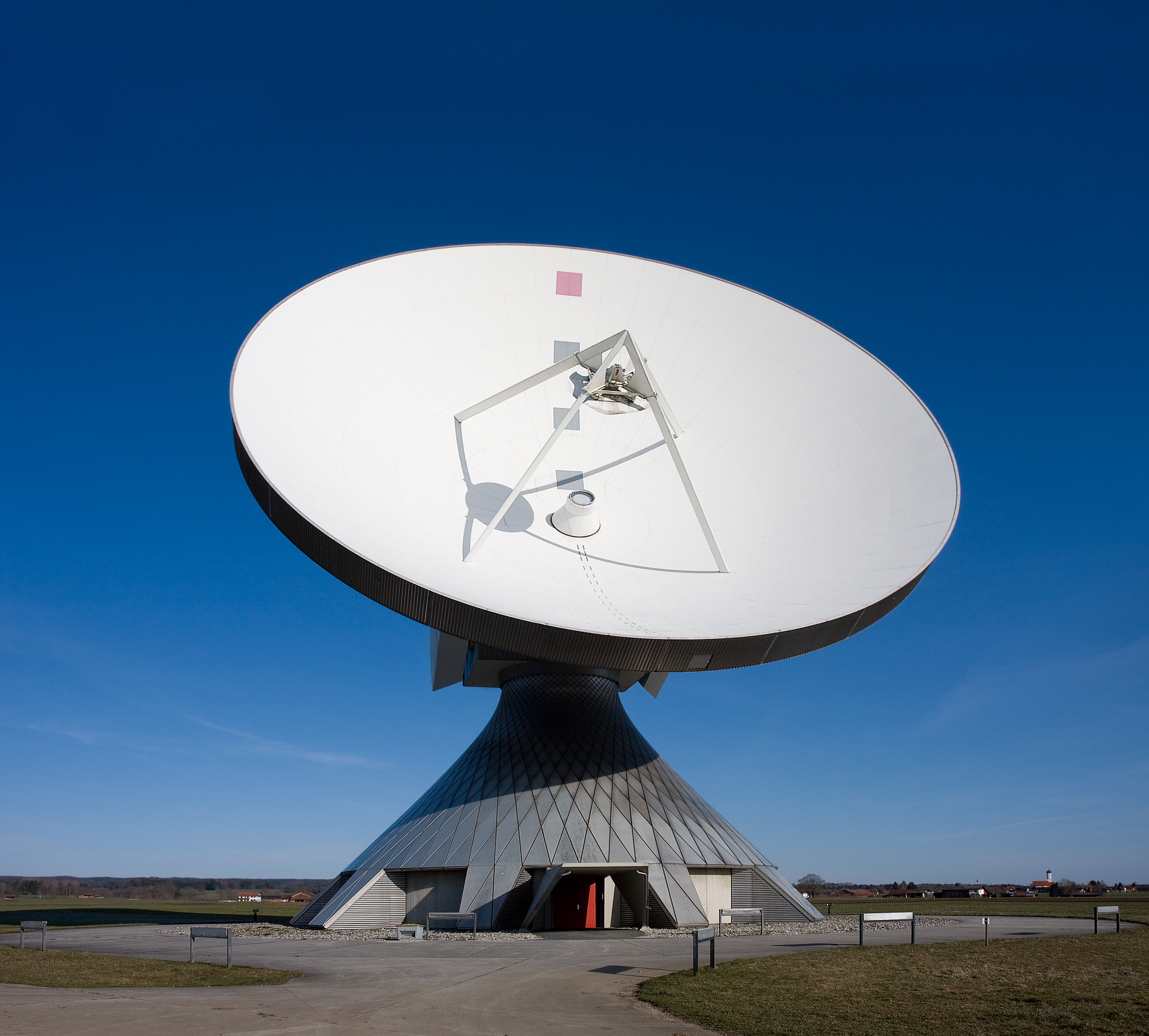
Об'єкт супутникового зв'язку наземної станції у Райстінгу, Баварія, Німеччина

Телекомуніка́ції (англ. Telecommunications) — це передавання та/або приймання знаків, сигналів, письмового тексту, зображень та звуків або повідомлень будь-якого роду дротовими, радіо, оптичними або іншими електромагнітними системами.
Телекомунікація виникає при обміні інформацією між учасниками з використанням спеціальних технологій. Передача відбувається або за допомогою електрики, що проходить через фізичні носії, як-от кабель, або за допомогою електромагнітного випромінювання у вільному просторі. Зазвичай, шляхи передачі розділяють на канали зв'язку, що дозволяє користуватись перевагами техніки мультиплексування.  Термін часто використовують у множині, тобто телекомунікації, тому що для передачі використовують багато різних технологій і систем.
Ранні засоби зв'язку на відстані включали візуальні сигнали, як-от маяки, димові сигнали, оптичний телеграф, сигнальні прапорці та світлосигнальні геліографи. Іншими прикладами до-сучасних засобів зв'язку на відстані включали звукові повідомлення, як-от бій в барабан, гра на горні або трембіті.  У 20-му та 21-му століттях для телекомунікації на відстані зазвичай використовують електричні та електромагнітні технології, як-от телеграф, телефон, телетайп, телекомунікаційні мережі, радіозв'язок, радіорелейний зв'язок, оптоволоконний та системи супутникового зв'язку.
Революція у радіозв'язку почалась у першому десятилітті 20-го століття завдяки новаторським розробкам Гульєльмо Марконі, який отримав Нобелівську премію з фізики у 1909 році. Інші відомі новатори та винахідники у галузі електричних та електронних телекомунікацій є Чарльз Уітстон та Самюел Морзе (винахідники телеграфу), Александер Грем Белл (винахідник телефону), Едвін Армстронґ та Лі де Форест (винахідники радіозв'язку), а також Владімір Зворикін, Джон Берд та Філо Фарнсуорт (деякі з винахідників у сфері телебачення).

## Етимологія
Термін телекомунікація складається з грецького префіксу теле (τηλε), що означає далекий, далеко, або здалеку та латинського комунікація (communicare), що означає ділитись. Його сучасне використання адаптовано у французькій мові, перше письмове використання було зафіксовано у 1904 році французьким інженером і письменником Едуардом Естаньє.

## Історія

### Маяки та голуби
Свійських голубів використовували протягом століть у різних культурах. Голубина пошта має перське коріння і її використовували римляни у військових цілях. Фронтін говорив, що Юлій Цезар використовував голубів для передачі повідомлень під час завоювання Галлії. Греки також пересилали повідомлення з іменами переможців Олімпійських ігор до різних міст використовуючи свійських голубів. На початку 19-го століття голландський уряд користувався таким рішенням на Яві та Суматрі. А у 1849 році Поль Рейтер відкрив голубину пошту, яка передавала біржові ціни між Аахеном та Брюсселем, та працювала протягом року, доки не була замінена телеграфом.
У середні віки, ланцюги маяків широко використовували на верхівках гір як засіб передачі сигналу. Основний недолік маякових ланцюгів полягав у тому, що вони могли передати лише один біт інформації, тому значення повідомлення, як-от «виявлено ворога» слід було узгодити заздалегідь. Одним з помітних прикладів їх використання було протягом Іспанської Армади, коли маякові ланцюги передали сигнал з Плімута в Лондон.
У 1792 році французький інженер Клод Шапе створив першу фіксовану систему телеграфу (або оптичний телеграф) між Ліллем та Парижем. Однак, недоліком оптичних телеграфів була необхідність у кваліфікованих операторах та дорогих вежах на відстані до тридцяти кілометрів одна від одної. В результаті конкуренції з електричним телеграфом, остання комерційна лінія була покинута у 1880 році.

### Телеграф та телефон
Сір Чарльз Вітстон та сір Вільям Кук винайшли електричний телеграф у 1837 році. Також, перший комерційний електричний телеграф мабуть, був побудований Вітстоном та Куком та відкритий 9 квітня 1839 року. Обидва винахідники розглядали іхній пристрій, як «поліпшення [існуючого] електромагнітного телеграфу», а не як новий пристрій.
Самюел Морзе незалежно розробляв версію електричного телеграфу, який він безуспішно продемонстрував 2 вересня 1837 року. Його код був важливою перевагою у порівнянні з методом передачі Вітстона. Перший трансатлантичний телеграфний кабель було успішно прокладено 27 липня 1866, що дозволило вперше здійснити трансатлантичну телекомунікацію.
Стаціонарний телефон був винайдений незалежно один від одного Александром Беллом та Елішем Грей у 1876. Антоніо Меуччі винайшов перший пристрій, який дозволяв електричну передачу голосу кабелем у 1849 році. Однак, його пристрій мав мале практичне значення, оскільки він був оснований на електрофонічному ефекті і тому вимагав, щоб користувачі розміщували приймач у своєму роті, щоб «чути» те, що було сказано. Перший комерційні телефонні послуги були встановлені у 1878 та 1879 по обидва боки Атлантики в містах Нью-Хейвей та Лондон.

### Радіо та телебачення
У 1832 році Джеймс Ліндсі продемонстрував бездротовий телеграф його студентам. До 1854 року, він зміг продемонструвати передачу через Ферт Тай з Данді, Шотландія до Вудхейвен, що на відстані трьох кілометрів, використовуючи воду як джерело передачі. У грудні 1901 року, Гульєльмо Марконі встановив бездротове з'єднання між Сент-Джонсом (Канада) та Полдху (Англія), за що отримав у 1909 році Нобелівську премію у фізиці (яку він розділив з Карлом Брауном). Проте, невеликий радіозв'язок вже продемонстрував в 1893 році Нікола Тесла на презентації Національної асоціації електричного світла.
25 березня 1925 року, Джон Бейрд зумів продемонструвати передачу рухомого зображення у лондонському універмазі Селфріджез. Пристрій Бейрда буз оснований на диску Ніпкова і став відомим як механічне телебачення. Він став основою експериментальних трансляцій, зроблених Британською телерадіомовною корпорацією починаючи з 30 вересня 1929 року. Проте у більшості телевізорів 20-го століття використовували електронно-променеву трубку, яку винайшов Карл Браун. Першу версію такого телевізора зробив Філ Фарнсурт, який показав його сім'ї 7 вересня 1927 року.

### Комп'ютери та інтернет
11 вересня 1940 року Джордж Стібіц передав задачу для свого калькулятора комплексних чисел у Нью-Йорку за допомогою телетайпу та отримав результат обчислень у Дартмутському коледжі в Нью-Гемпширі. Така конфігурація централізованого комп'ютера (мейнфрейму) з терміналами віддаленого доступу залишалася популярною і в 1970-х. Проте вже в 1960-х роках дослідники почали розробляти пакетну передачу, технологію, яка посилає повідомлення асинхронно і по частинах до місця призначення, не передаючи його через централізований мейнфрейм. Мережа, яка складалася з чотирьох вузлів, виникла 5 грудня 1969 року, що є датою початку роботи ARPANET, яка до 1981 року зросла до 213 вузлів. ARPANET зрештою об'єднався з іншими мережами для формування Інтернету. Хоча завдання розробки Інтернету було зосереджено на Робочій Групі Інженерної Мережі Інтернету (IETF), яка опублікувала серію документів для запиту коментарів, інші розробки мережі відбувалися в промислових лабораторіях, як-от розробка локальної мережі (LAN) Ethernet (1983 р.) та протоколу token ring (1984 р.)

### Бездротові телекомунікації
Стрімкий розвиток бездротових мереж почався в 1990-х роках, коли поява цифрових бездротових мереж призвела до соціальної революції та переходу парадигми від дротових технологій до бездротових, включаючи поширення комерційних технологій, як-от мобільні телефони, мобільна телефонія, пейджери, бездротові ком'ютерні мережі, стільникові мережі та ноутбуків. Стрімкий розвиток бездротових мереж був зумовлений прогресом у радіочастотній та мікрохвильовій техніці та переходом від аналогових до цифрових радіочастотних технологій. Успіхи технології МДН-транзисторів став ключовим компонентом для радіочастотних технологій, що є основою цифрових бездротових мереж.

## Ключові поняття
Сучасні телекомунікації засновані на низці ключових понять, які переживали прогресивний розвиток та вдосконалення протягом більш ніж століття.

### Основні елементи
Телекомунікаційні технології можуть, перш за все, бути розділені на дротові та бездротові. Однак, в цілому, основна телекомунікаційна система складається з трьох частин, які завжди присутні в тій чи іншій формі:
- Передавач, який приймає інформацію та перетворює її в сигнал.
- Середовище передачі, яке також називається фізичним каналом, що несе сигнал. Прикладом може бути «вільний оптичний канал».
- Приймач, який приймає сигнал з каналу та перетворює його назад у доступну інформацію для одержувача.

Наприклад, у радіомовленні підсилювач потужності є передавачем, радіотрансляційна антена — це інтерфейс між підсилювачем та «вільним оптичним каналом». Вільний оптичний канал є середовищем передачі. Антена приймача — це інтерфейс між вільним оптичним каналом та приймачем. Далі, радіоприймач є кінцевим пунктом радіосигналу, саме там він перетворюється з електрики в звук, для того щоб люди могли слухати його.
Іноді телекомунікаційні системи є «дуплексними» (двосторонніми) з одним електропристроєм, який працює як передавачем, так і приймачем, тобто прийомопередавачем. Наприклад, стільниковий телефон є прийомопередавачем. Електроніка передавача та приймача в приймально-передавальній системі насправді є досить незалежними один від одного. Це легко пояснюється тим, що радіопередавачі містять підсилювачі потужності, які працюють із електричними потужностями, виміряними в ватах або кіловатах, але радіоприймачі працюють із потужністю радіо, яку вимірюють в мікроватах та нановатах. А отже, приймально-передавальні пристрої повинні бути ретельно розроблені та побудовані таким чином, щоб ізолювати один від одного схеми високої та низької потужності, щоб не створювати перешкод.
Телекомунікації по фіксованим лініям називаються вузол-вузол (точка-точка), оскільки між ними є один передавач і один приймач. Телекомунікацій через радіопередавачі називають ефірним зв'язком, оскільки він знаходиться між одним потужним передавачем та численними малопотужними, але чутливими радіоприймачами.
Телекомунікації, в рамах яких декілька передавачів і декілька приймачів були розроблені для співпраці та спільного використання одного і того ж фізичного каналу, називаються мультиплексними системами. Спільне використання фізичних каналів за допомогою мультиплексування часто призводить до дуже великого скорочення витрат. Мультиплексні системи вбудовуються в телекомунікаційні мережі, а мультиплексні сигнали перемикаються в вузлах до необхідного приймача.

### Аналогові та цифрові комунікації
Сигнали можуть передаватися або за допомогою аналогових або цифрових сигналів. Відтак, існують аналогові та цифрові системи зв'язку. Для аналогової системи передачі, сигнал постійно змінюється в залежності від інформації. У цифровій системі передачі сигнал кодується як сукупність дискретних значень (наприклад, набір одиниць і нулів). Під час розповсюдження та прийому інформація, що міститься у аналоговому сигналі, неминуче погіршуватиметься небажаним фізичним шумом. Як правило, шум у системі зв'язку може бути виражений додавання та віднімання від бажаного сигналу у цілковито випадковому порядку. Ця форма шуму називається аддитивним шумом, який може мати позитивне або негативне значення у різні моменти часу. Шум, який не є аддитивним виникає у набагато складніших ситуаціях для опису та аналізу, в даній статті інші шуми розглядатись не будуть.
З іншого боку, якщо адитивні шуми не перевищують певного порогу, інформація що міститься в цифрових сигналах, залишатиметься незмінною. Їх стійкість до шуму є ключовою перевагою цифрових сигналів над аналоговими сигналами.

### Телекомунікаційні мережі
Телекомунікаційна мережа — це сукупність передавачів, приймачів та каналів зв'язку, які передають повідомлення одне одному. Деякі цифрові системи зв'язку містять маршрутизатори (один або більше), які працюють разом для доставлення інформації необхідному користувачу. Аналогова система зв'язку складається з одного або декількох комутаторів, які встановлюють зв'язок між двома або більше користувачами. Для обох типів мереж можуть знадобитися репітери для посилення або відтворення сигналу, коли він передається на великі відстані. Репітери використовують для боротьби з загасаннями сигналу, коли сигнал неможливо відрізнити від шуму. Додатковою перевагою цифрових систем над аналоговими є простіше зберігання на пристрої. Тобто два значення напруги (високе і низьке) легше зберігати, ніж безперервний діапазон значень у аналогових системах.

### Канали зв'язку
Термін «канал» має два різних значення. В першому, канал — це фізичне середовище, яке переносить сигнал між передавачем і приймачем. Прикладом такого середовища може бути атмосфера для звукового зв'язку, склянні оптичні волокна для оптичного зв'язку, коаксіальні кабелі для зв'язку за допомогою електричної напруги та струму, що протікає в ньому, або ж через вільний простір з використанням видимого світла, інфрачервоних та ультрафіолетових хвиль, радіохвиль. Такий канал має назву «вільний оптичний канал». Відправлення радіохвиль не залежить від наявності атмосфери між передавачем та приймачем. Радіохвилі проходять через вакуум так само легко, як і крізь повітря, туман, хмари або будь-яке інше газоподібне середовище.
Інше значення терміна «канал» в телекомунікаціях використовують у понятті «канали зв'язку», який є підтипом середовища передачі, який дозволяє використовувати його для одночасного надсилання кількох потоків інформації. Наприклад, одна радіостанція може транслювати радіосигнал на частотах в районі 94,5 МГц (мегагерц), а інша радіостанція може одночасно транслювати радіосигнал на частотах в районі 96,1 МГц. Смуга частот для кожної радіостанції («ширина каналу») складає 180 кГц (кілогерц) з центром (опорна частота)  на вищезгаданих мегагерцових частотах. У цьому прикладі суміжні канали відокремлені один від одного на 200 кГц. Різниця між відокремленнями (200 кГц) та шириною каналу (180 кГц) називається захисним інтервалом (20 кГц). Захисний інтервал використовують як страхування від недоліків системи зв'язку.
У наведеному вище прикладі «вільний оптичний канал» був розділений на канали зв'язку відповідно до частот, і кожному каналу призначено окрему смугу пропускання частоти для передачі радіосигналу. Ця система поділу середовища на канали за частотою називається частотним поділом каналів (FDM). Іншим терміном для того ж поняття є «мультиплексування з розподілом по довжині хвилі» (WDM), яке частіше використовують в оптичних комунікаціях, коли декілька передавачів поділяють один і той самий фізичний носій.
Інший спосіб поділу фізичного середовища на канали зв'язку полягає в тому, щоб виділяти для кожного передавача повторюваний сегмент часу («часовий інтервал», наприклад, 20 мілісекунд з кожної секунди), і дозволити кожному передавачу надсилати повідомлення лише в протягом свого часового проміжку. Цей метод поділу середовища на канали зв'язку називається «мультиплексування з розподілом за часом» (TDM) і його використовують в оптичних комунікаціях. Деякі системи радіозв'язку використовують TDM у частотному розподілі каналу FDM. Отже, ці системи використовують суміш TDM та FDM.

### Модуляція
Модуляція — це надання форми сигналу для передачі інформації. Модуляцію можна використовувати для передачі інформації низькочастотних аналогових сигналів на вищих частотах. Це є корисним, тому що низькочастотні аналогові сигнали не можуть бути ефективно передані через вільний оптичний канал. Отже, інформація від низькочастотного аналогового сигналу перед передачею повинна бути перенесена на високочастотний аналоговий сигнал (відомий як опорна частота). Для досягнення цієї мети існує декілька різних способів модуляції [дві найпоширеніших це амплітудна модуляція (АМ) та частотна модуляція (ЧМ)]. Прикладом використання може бути радіостанція, яка частотно модулює хвилею 103,1 МГц опорну частоту (тоді радіосигнал буде передаватись як 103,1 FM). На додаток, додаткова перевага частотної модуляції — можливість використовувати частотний поділ каналів (FDM).
Маніпуляція — це модуляція, яку використовують для представлення цифрового повідомлення у аналоговій формі. Існує декілька технік маніпуляції: фазова маніпуляція, частотна маніпуляція та амплітудна маніпуляція. Для прикладу, «Bluetooth» використовує фазову маніпуляцію для обміну інформацією між різними пристроями. Крім того, існує комбінація фазової та амплітудної маніпуляцій, яка називається квадратурно-амплітудною модуляцією (QAM) і яку використовують у системах цифрового радіозв'язку високої ємності.

## Суспільний вплив
Телекомунікації мають значний соціальний, культурний та економічний вплив на сучасне суспільство. 2008 року, за підрахунками, доходи телекомунікаційної галузі склали 4,7 трлн дол. США, або трохи менше 3 % усього світового продукту. Кілька наступних абзаців обговорюють вплив телекомунікацій на суспільство.

### Економічний вплив

#### Мікроекономічний вплив
У мікроекономічному масштабі компанії використовували телекомунікації для створення глобальних ділових імперій. Це повністю зрозуміло у випадку інтернет-магазинів на кшталт Amazon.com, хоча, на думку академіка Едварда Ленерта, навіть звичайна мережа роздрібних магазинів, як Wallmart, використовує кращу інфраструктуру телекомунікацій у порівнянні з її конкурентами. У містах в усьому світі власники житла використовують свої телефони для замовлення та організації різних домашніх послуг, починаючи від доставки їжі до електроприладів. Навіть відносно бідні  громади відзначили, що використовують телекомунікації для полегшення життя. У районі Наршингді, Бангладеш, ізольовані селяни користуються мобільними телефонами, щоб спілкуватися безпосередньо з оптовиками і забезпечувати  кращу ціну на товари. У Кот-д'Івуарі виробники кави використовують мобільні телефони, щоб дізнаватися щогодинних коливань цін на каву та продавати її за найвигіднішою ціною.

#### Макроекономічний вплив
У макроекономічному масштабі, Ларс-Гендрік Рьоллер та Леонард Ваверман запропонували причинний зв'язок між гарною телекомунікаційною інфраструктурою та економічним зростанням. Існування такого виду кореляції викликає суперечки, також є твердження стосовно неприпустимості причинно-наслідкових відносин.
Через економічну вигоду від хорошої телекомунікаційної інфраструктури, зростає турбота про несправедливий доступ до телекомунікаційних послуг у різних країнах світу, що називається цифровим розривом. Опитування 2003 року, проведене Міжнародним союзом електрозв'язку (МСЕ), показало, що приблизно третина країн мають менше одного мобільного користувача на кожні 20 людей, одна третина країн  має менше одного користувача фіксованого зв'язку на кожні 20 людей. Що стосується доступу до Інтернету, то приблизно  в половині всіх країн є менше одного користувача з 20 людей, який має доступ до інтернету. Виходячи з цієї інформації, а також навчальних даних, МСЕ вдалося скласти індекс, який визначає загальну спроможність громадян отримувати доступ та використовувати інформаційні та комунікаційні технології. Згідно цих досліджень, Швеція, Данія та Ісландія отримали найвищий показник, тоді як африканські країни, як-от Нігерія, Буркіна-Фасо та Малі отримали найнижчий показник.

### Соціальний вплив
Телекомунікації зіграли значну роль у соціальних відносинах. Однак, такі пристрої, як телефони, спочатку рекламувались з акцентом на практичність (наприклад, можливість ведення бізнесу або замовлення послуг до дому) не звертаючи акцент на соціальну значущість. Лише наприкінці 1920-х і 1930-х років соціальна значущість пристрою стала основною в телефонній рекламі. Нові акції почали звертатися до емоцій споживачів, підкреслюючи важливість соціальних бесід і залишаючись пов'язаними з родиною та друзями.
З того часу, роль телекомунікацій у соціальних відносинах набуває все більшого значення. Останніми роками популярність соціальних мереж  різко зросла. Такі сайти дозволяють користувачам  спілкуватися один з одним, а також розміщувати фотографії, події та заповнювати власний профіль. У профілі можна вказати вік, інтереси та статус відносин. Таким чином, ці сайти можуть відігравати важливу роль у всьому, починаючи від організації соціальних інтересів до міжособових стосунків.
До соціальних мереж, такі послуги, як служба коротких повідомлень (SMS) та телефонія також мали значний вплив на соціальну взаємодію. 2000 року дослідницька організація Ipsos MORI повідомила, що 81 % користувачів віком 15—24 роки використовують СМС для координації соціальних заходів та 42 % для флірту.

### Інші впливи
У культурному плані, телекомунікації збільшили доступ громадськості до музики та фільмів. Завдяки телебаченню, люди можуть дивитись фільми, які вони не бачили раніше у своєму власному житлі, без необхідності йти до кінотеатру. Завдяки радіо та інтернету, люди можуть слухати музику, яку вони раніше не чули.
Телекомунікації також трансформували спосіб отримання новин. Опитування 2006 року серед 3 тисяч американців, яке проводилися компаніями «Pew Internet» та «American Life Project» визначили перевагу телебачення та радіо над газетами як джерел новин.
| Переваги джерела новин американців у 2006 році | Переваги джерела новин американців у 2006 році |
| ---------------------------------------------- | ---------------------------------------------- |
| Місцеве телебачення                            | 59 %                                           |
| Національне телебачення                        | 47 %                                           |
| Радіо                                          | 44 %                                           |
| Місцева преса                                  | 38 %                                           |
| Інтернет                                       | 23 %                                           |
| Національна преса                              | 12 %                                           |
| Опитування допускало декілька відповідей       |                                                |

Телекомунікації мали однаково важливий вплив і на рекламу. TNS Media Intelligence повідомили, що в 2007 році 58 % витрат на рекламу в Сполучених Штатах було витрачено на засоби масової інформації, які залежать від телекомунікацій.
| Витрати на рекламу в США у 2007 році |        |                  |
| Середовище                           | %      | Витрати          |
| Інтернет                             | 7,6 %  | 11,31$ мільярдів |
| Радіо                                | 7,2 %  | 10,69$ мільярдів |
| Кабельне ТБ                          | 12,1 % | 18,02$ мільярдів |
| Синдиковане ТБ                       | 2,8 %  | 4,17$ мільярди   |
| Точкове ТБ                           | 11,3 % | 16,82$ мільярдів |
| Мережеве ТБ                          | 17,1 % | 25,42$ мільярдів |
| Газети                               | 18,9 % | 28,22$ мільярдів |
| Журнали                              | 20,4 % | 30,33$ мільярдів |
| Білборди                             | 2,7 %  | 4,02$ мільярди   |
| Сумарно                              | 100 %  | 419$ мільярдів   |

## Уряд
Багато країн прийняло законодавство, яке відповідає Міжнародному регулюванню електрозв'язку, встановленому Міжнародним Союзом Електрозв'язку (МСЕ), який є «провідним агентством ООН з питань інформаційних та комунікаційних технологій». 1947 року на Атлантичній міській конференції МСЕ вирішив «дозволити міжнародний захист усіх частот, зареєстрованим у новому міжнародному списку частот та використовувати відповідно до Регламенту радіозв'язку». Відповідно до Регламенту радіозв'язку МСЕ, прийнятого в Атлантік-Сіті, всі частоти, на які посилаються Міжнародна комісія з реєстрації частот, розглянуті правлінням та зареєстровані в Міжнародному списку частот «мають право на міжнародний захист від шкідливих перешкод».
З глобальної точки зору, відбулися політичні дебати та законодавство щодо управління телекомунікаціями та мовленням. В історії трансляцій обговорюються деякі дискусії щодо збалансування традиційних комунікацій, як-от преса та телекомунікацій, як-от радіомовлення. Початок Другої світової війни призвів до першого прояву міжнародної трансляції пропаганди. Країни, їхні уряди, бойовики, терористи та міліція використовували телекомунікаційну техніку для пропаганди. Патріотична пропаганда політичних рухів та колонізації почалась в середині 1930-х років. 1936 року BBC передавала пропаганду арабського світу, щоб частково протидіяти подібним трансляціям з Італії, яка також мала колоніальні інтереси в Північній Африці.
Сучасні повстанці, як-от при останній війні в Іраку, часто користувалися залякуванням через телефонні дзвінки, СМС та за допомогою розповсюдження відеороликів про напад на коаліційні війська протягом декількох годин опісля події. "Сунітські бойовики навіть мають власну телевізійну станцію, Аль-Завра, яка хоч і заборонена іракським урядом, досі транслюється з Ербілу та Іракського Курдистану, не зважаючи навіть на тиск коаліції, через який станції декілька разів доводилось змінювати супутниковий хост.
10 листопада 2014 року президент США Барак Обама рекомендував Федеральній комісії зв'язку перекласифікувати широкосмугові інтернет-сервіси як телекомунікаційну службу з метою збереження мережевого нейтралітету.

## Сучасні засоби масової інформації

### Світові продажі обладнання
Згідно з даними, отриманими компаніями Gartner та Ars Technica, продаж основного телекомунікаційного обладнання по всьому світі в мільйонах одиниць склав:
| Обладнання / рік  | 1975 | 1980 | 1985 | 1990 | 1994 | 1996 | 1998 | 2000 | 2002 | 2004 | 2006 | 2008 |
| ----------------- | ---- | ---- | ---- | ---- | ---- | ---- | ---- | ---- | ---- | ---- | ---- | ---- |
| Комп'ютери        | 0    | 1    | 8    | 20   | 40   | 75   | 100  | 135  | 130  | 175  | 230  | 280  |
| Мобільні телефони | 0    | 0    | 0    | 0    | 0    | 0    | 180  | 400  | 420  | 660  | 830  | 1000 |

### Телефонія
У телефонній мережі, абонент з'єднується з особою, з якою хоче поспілкуватися за допомогою перемикачів на різних телефонних станціях. Перемикачі утворюють електричне з'єднання між двома користувачами, налаштування цих перемикачів визначається коли абонент набирає номер. Як тільки з'єднання встановлено, голос абонента перетворюється на електричний сигнал за допомогою мікрофона на телефонній трубці. Цей електричний сигнал потім надсилається через мережу абоненту на іншому кінці, де він перетворюється назад у звук за допомогою динаміку у телефоні.
Стаціонарні телефони в більшості житлових будинків є аналоговими — це означає, що голос абонента безпосередньо визначає напругу сигналу. Незважаючи на те, що короткі міжміські дзвінки можуть оброблятися як аналогові сигнали, чимраз більше провайдерів телефонних послуг перетворюють аналоговий сигнал у цифровий для його передачі. Перевага полягає в тому, що оцифрований голос можна передавати разом з іншими типами даних, а також вони можуть бути відтворені на великих відстанях (на відміну від аналогових сигналів, на  які неминуче впливає шум).
Мобільні телефони справили значний вплив на телефонні мережі. Кількість абонентів мобільної телефонії зараз перевищує кількість абонентів стаціонарної телефонії на багатьох ринках. Продажі мобільних телефонів за 2005 склали 816,6 мільйонів, які майже порівну поділені між ринками Азії та Тихого Океану (204 мільйони), Західної Європи (164 мільйони), EMEA (153,5 мільйони), Північної Америки (148 мільйонів) та Латинської Америки (102 мільйони). Що стосується кількості нових абонентів впродовж п'яти років (з 1999 року), то Африка випередила інші ринки із зростанням на 58,2 %. Телефони все частіше обслуговуються системами, в яких голос передається цифровим способом, як-от GSM або WCDMA, при цьому багато ринків вибирають знецінення аналогових систем, як-от AMPS.
Суттєві зміни також відбувалися і поза лаштунками в телефонному зв'язку. Починаючи з експлуатації TAT-8 у 1988 році,у 1990 роки стали широко впроваджувати системи на основі оптичних волокон. Перевага використання оптичних волокон полягає у тому, що вони пропонують різке збільшення обсягу даних. Сам TAT-8 на той час міг передавати удесятеро більше телефонних дзвінків, ніж звичайний мідний кабель. Сучасні оптоволоконні кабелі в змозі передавати у 25 разів більше телефонних дзвінків, ніж TAT-8. Таке збільшення ємності обумовлене декількома факторами: по-перше, оптичні волокна фізично значно менші, ніж конкуруючі технології. По-друге, вони менше підвержені інтермодуляції, що означає, що кількасот з них можна легко об'єднати в одному кабелі. Також, вдосконалення мультиплексування призвело до експоненційного зростання ємності у одному волокні.
Підтримувати зв'язок поміж багатьох оптоволоконних мереж допомагає протокол ATM (Asynchronous Transfer Mode — асинхронний спосіб передачі даних). Протокол ATM використовують для утворення лінії через мережу порівнюючи вимоги до мережі з обраним маршрутом. Якщо мережа не може забезпечити з'єднання із заданими характеристиками, вона не приймає виклик. Це важливо, адже для здійснення телефонного дзвінку необхідно забезпечити постійний бітрейт, щоб гарантувати, що голос абонента не затримується частково або повністю завмирає. На заміну ATM прийшов новий протокол MPLS (Multiprotocol Label Switching — мультипротокольна комутація по міткам).

### Радіо та телебачення
Основні статті: Радіозв'язок, Телебачення та Телерадіомовлення
У телерадіомовленні, центральна потужна трансмісійна вежа передає високочастотні електромагнітні хвилі для численних малопотужних приймачів. Високочастотні хвилі, які надсилаються з вежі, модулюються сигналом, що містить візуальну чи аудіоінформацію. Приймач налаштовується так, щоб підібрати високочастотні хвилі, а демодулятор використовують для отримання сигналу, що містить візуальну, або аудіоінформацію. Радіомовний сигнал може бути аналоговим (сигнал постійно змінюється в залежності від інформації) або цифровим (інформація кодується як сукупність дискретних значень).
Телерадіомовлення перебуває у визначному пункті свого розвитку, при цьому багато країн переходять з аналогової на цифрову передачу. Цей крок став можливим завдяки виробництву дешевих, швидких і надійних інтегральних мікросхем. Головною перевагою цифрового телерадіомовлення є те, що вона уникає низки недоліків, які є загальними для традиційних аналогових трансляцій. Для телебачення це ліквідація шуму («снігу») на зображенні та накладання зображень. Вони виникають через природу аналогової передачі, і як наслідок, шумові спотворення видно в кінцевому результаті. Цифрова передача долає таку проблему, тому що цифрові сигнали сприймаються як дискретні значення після прийому і тому невеликі завади не впливають на кінцевий результат. Наприклад, якщо бінарне повідомлення 1011 було передано з амплітудами сигналу [1,0 0,0 1,0 1,0] і отримано з амплітудами сигналу [0,9 0,2 1,1 0,9], воно все рівно буде декодоване до бінарного повідомлення 1011 — це ідеальне відтворення того, що було надіслано.  На цьому прикладі, проблема з цифровою передачею може бути помічена у випадку якщо шум досить великий. Він може істотно змінити декодоване повідомлення. Використання попередньої корекції помилок у приймачі може виправити декілька бітових помилок у отриманому повідомленні, але занадто багато шуму призведе до незрозумілого результату і, таким чином, до перебою передачі.

## Мережа доступу
Мережа доступу є  нижній рівень ієрархії телекомунікаційної мережі. До цієї мережі підключаються кінцеві (термінальні) вузли — обладнання, встановлене у користувачів (абонентів, клієнтів) мережі.
У разі комп'ютерної мережі кінцевими вузлами є комп'ютери, телефонного — телефонні апарати, а телевізійній або радіомережі — відповідні теле-і радіоприймачі.
Основне призначення мережі доступу — концентрація інформаційних потоків (потоків даних), що надходять по численних каналах зв'язку, у порівняно невеликій кількості вузлів магістральної мережі.
Мережа доступу, як і телекомунікаційна мережа в цілому, може складатися з декількох рівнів (на малюнку показано два). Комутатори, встановлені у вузлах нижнього рівня, мультиплексують інформацію, що надходить по численних абонентським каналах (званим часто абонентськими закінченнями, абонентської лінії) і передають її комутаторам верхнього рівня, щоб ті своєю чергою передали її комутаторам магістралі. Кількість рівнів мережі доступу залежить від її розміру; невелика мережа доступу може складатися з одного рівня, а велика — з двох-трьох. Наступні рівні здійснюють подальшу концентрацію трафіку, збираючи його і мультіплексуючи в швидкісніші канали.

## Магістральна мережа
Магістральна мережа об'єднує окремі мережі доступу, виконуючи функції транзиту трафіку між ними по високошвидкісних каналах. Комутатори магістралі можуть оперувати не тільки інформаційними з'єднаннями між окремими користувачами, але і агрегованими інформаційними потоками, що переносять дані великої кількості призначених для користувача з'єднань. В результаті інформація за допомогою магістралі потрапляє в мережу доступу одержувачів, демультіплексуєтся там і комутується таким чином, що на вхідних порт обладнання користувача надходить тільки та інформація, адресована яка йому.
У тому випадку, коли абонент-одержувач під'єднаний до того ж комутатора доступу, що і абонент-відправник (безпосередньо або через підпорядковані по ієрархії зв'язків комутатори), останній виконує необхідну операцію комутації самостійно.

## Лінії зв'язку (лінії телекомунікації)
Лінії зв'язку (лінії телекомунікації) — провідники/волокно що використовують для передачі одного сигналу. У радіозв'язку те ж поняття має назву стовбур. Розрізняють кабельну лінію — лінію в кабелі і повітряну лінію — підвішену на опорах.
Лінія зв'язку (ЛЗ) у вузькому сенсі — фізичне середовище, що призначене для передавання та отримання даних у вигляді сигналів, через апаратури передачі та отримання даних і проміжної апаратури. У широкому сенсі — множина фізичних ліній і (або) лінійних трактів систем передачі, що мають спільні лінійні споруди, пристрої їх обслуговування і спільне середовище поширення.
Див. також (ГОСТ 22348).
Тракт — множина обладнання та середовища, що формують спеціалізовані канали мають певні стандартні показники: смуга частот, швидкість передавання тощо.
Лінія містить одну і більше лінію зв'язку на стовбур. Сигнал, що діє в лінії називається лінійним (від слова лінія).
Розрізняють два основні типи ЛЗ:
- лінії в атмосфері (радіолінії, РЛ)
- напрямні лінії передачі (лінії зв'язку).